# Strzybnica Wąskotorowa
Strzybnica Wąskotorowa – dawna stacja kolejowa Górnośląskich Kolei Wąskotorowych w Strzybnicy (dzielnicy Tarnowskich Gór) zlokalizowana w kilometrze 5,8 (stacja końcowa) linii kolejowej Tarnowskie Góry Lasowice (posterunek odgałęźny) – Strzybnica Wąskotorowa.